# Handelshögskolan i Stockholm
Handelshögskolan i Stockholm (engelsk: Stockholm School of Economics (SSE)) er Sveriges ældste handelshøjskole og en af de ældste i verden. SSE har omkring 1.900 studerende og 300 ansatte.
Institutionen blev grundlagt i 1909 på initiativ af det svenske erhvervsliv, der ønskede at forbedre uddannelsen i erhvervsøkonomi. Den dag i dag er den overvejende finanseiret af private midler. Kun omkring 10 procent af handelshøjskolens budget finansieres af staten. SSE ledes af Handelshögskoleföreningen og har sin hovedbygning i bydelen Norrmalm i Stockholm. 

## Stockholm-skolen
De mest kendte alumner fra handelshøjskolen er økonomerne Eli Heckscher (professor i økonomi og statistik 1909-1929, professor i økonomisk historie 1929-1945), Gunnar Myrdal og Bertil Ohlin. Heckscher er kendt som grundlæggeren af økonomisk historie som særskilt akademisk disciplin. Ohlin var en ledende skikkelse indenfor Stockholm-skolen; en gruppe af ledende skandinaviske økonomer, der var inspireret af Knut Wicksell. Gruppen har haft stor indflydelse på Sveriges økonomiske politik siden 2. verdenskrig og udviklingen af den skandinaviske velfærdsstat. Heckscher og Ohlin jointly udviklede sammen den såkaldte Heckscher-Ohlin-model, der er en matematisk teori for international handel. Myrdal modtog Nobelprisen i økonomi i 1974 sammen med Friedrich Hayek, mens Bertil Ohlin modtog prisen i 1977 sammen med James Meade. Andre prominente medlemmer af den stockholmske skole var Gustav Cassel, der udviklede teorien om købekraftsparitet og økonomen Dag Hammarskjöld, der var FN's generalsekretær.